# Barcelona Open Banco Sabadell 2013
Barcelona Open Banco Sabadell 2013 — тенісний турнір, що проходив на ґрунтових кортах у місті Барселона, Іспанія з 22 квітня. Належав до категорії ATP 500, був турніром серії Відкритий чемпіонат Барселони з тенісу 2013 року.

## Фінальна частина

### Одиночний розряд
Рафаель Надаль —  Ніколас Альмагро 6–4, 6–3

### Парний розряд
Александер Пея /  Бруно Соарес —  Роберт Ліндстедт /  Деніел Нестор 5–7, 7–6(9–7), [10–4]